# Správní obvod obce s rozšířenou působností Uherský Brod
Správní obvod obce s rozšířenou působností Uherský Brod je od 1. ledna 2003 jedním ze dvou správních obvodů rozšířené působnosti obcí v okrese Uherské Hradiště ve Zlínském kraji. Čítá 30 obcí.
Města Uherský Brod a Bojkovice jsou obcemi s pověřeným obecním úřadem.

## Seznam obcí
Poznámka: Města jsou vyznačena tučně.
- Bánov
- Bojkovice
- Březová
- Bystřice pod Lopeníkem
- Dolní Němčí
- Drslavice
- Horní Němčí
- Hostětín
- Hradčovice
- Komňa
- Korytná
- Lopeník
- Nezdenice
- Nivnice
- Pašovice
- Pitín
- Prakšice
- Rudice
- Slavkov
- Starý Hrozenkov
- Strání
- Suchá Loz
- Šumice
- Uherský Brod
- Vápenice
- Veletiny
- Vlčnov
- Vyškovec
- Záhorovice
- Žítková

## Obyvatelstvo
| Rok  | Obyv.  | ± %    |
| ---- | ------ | ------ |
| 1869 | 30 429 | —      |
| 1880 | 32 849 | +8 %   |
| 1890 | 35 298 | +7,5 % |
| 1900 | 38 516 | +9,1 % |
| 1910 | 42 365 | +10 %  |

| Rok  | Obyv.  | ± %     |
| ---- | ------ | ------- |
| 1921 | 43 687 | +3,1 %  |
| 1930 | 44 549 | +2 %    |
| 1950 | 46 313 | +4 %    |
| 1961 | 54 098 | +16,8 % |
| 1970 | 54 481 | +0,7 %  |

| Rok  | Obyv.  | ± %    |
| ---- | ------ | ------ |
| 1980 | 56 113 | +3 %   |
| 1991 | 54 795 | −2,3 % |
| 2001 | 54 236 | −1 %   |
| 2011 | 52 062 | −4 %   |
| 2021 | 49 975 | −4 %   |